# Chinthe

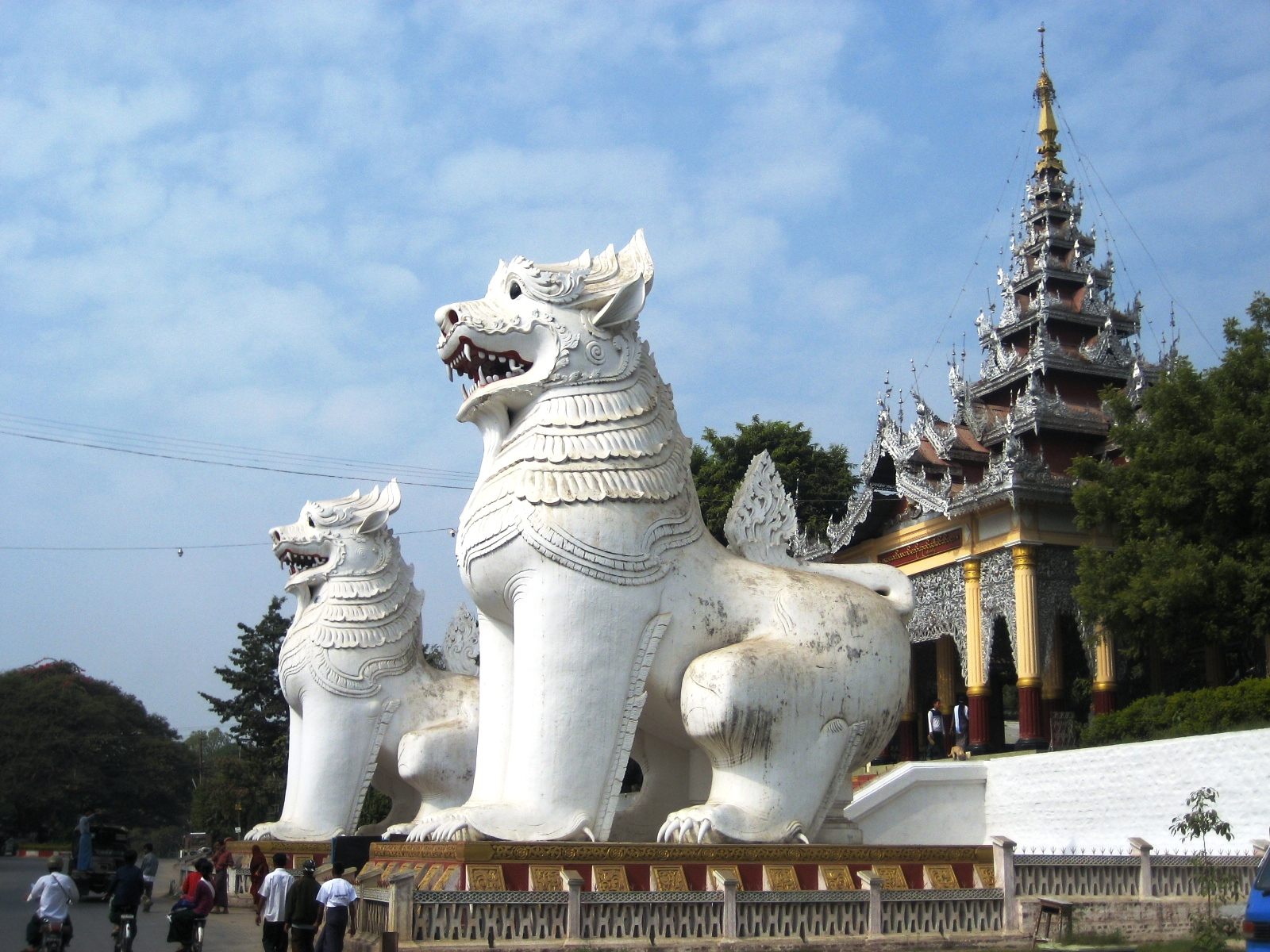
Chinthes guardianes del Cerro Mandalay

Los Chinthe son criaturas mitad-leones, mitad-dragones o perros que suelen encontrarse en la entrada de los templos y pagodas de Birmania, Camboya y Laos. Son similares a otras estatuas leoninas de otras partes del Sudeste de Asia, como las Singha (สิงห์) de Tailandia o Simha (සිංහ) de Sri Lanka. Todas ellas son variantes de los Leones de Fu chinos. Tanto los chinthe como los simha aparecen en las monedas de Birmania y Sri Lanka. Siempre se encuentran a pares, y se encargan de proteger las pagodas o templos donde están apostados. En Birmania puede hallarse una variación, el manussiha, que tiene cabeza humana y cuerpo de león, por lo que es comparable a la esfinge occidental, y se encuentran en cada una de las cuatro esquinas de los templos. Se dice que puede saltar sobre sus enemigos desde nueve direcciones distintas.

## Historia y origen
La leyenda de su origen dice así: "Una princesa dio a luz tras casarse con un león, pero luego lo abandonó. Este, enfurecido, se dedicó a sembrar el terror en las tierras. Frente a esto, el hijo, sin saber de quien se trataba, se embarcó en la búsqueda del león. Al encontrarlo le disparó con una flecha; pero el amor paternal era tan fuerte que la flecha rebotó en el pecho del león y cayó a los pies de su hijo. Tres veces se repitió esta escena, hasta que el león se enfureció. Al hacerlo y recibir el cuarto flechazo, éste quien ya no se encontraba protegido por el amor paternal, es atravesado y muerto por la flecha. Dejándose llevar por la ira y perdiendo el control de sí fue que el león renunció a su propia vida. El hijo vuelve entonces a casa para dar cuenta de su hazaña, solo para descubrir que a quien mató era su propio padre. Para redimirse y hacer honor a su memoria, le erige una estatua frente al templo de la que sería guardiana." Por esto se representa a veces una variante birmana del chinthe, el manussiha, como mitad-león mitad-humano. La historia guarda cierta semejanza con la de Edipo.
Antes de acuñar moneda y cuando aún el trueque era el modelo económico, el peso de los bienes se calculaba mediante masas de bronce. Estas pesas solían moldearse en formas de criaturas mitológicas, entre ellas el chinthe. Como es precursor de la actual moneda, se dice que trae fortuna económica. Luego fueron adoptados por las dinastías reales en la decoración de los tronos y palacios. Son aún muy populares entre la gente y es un símbolo cultural tradicional, apareciendo por ejemplo en la bandera de la Région de Sagaing y en el sello oficial de Birmania.

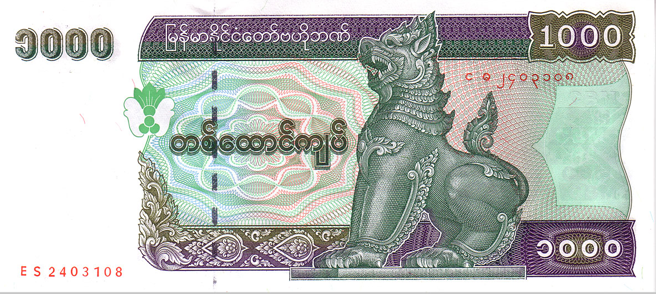
Kyat birmano

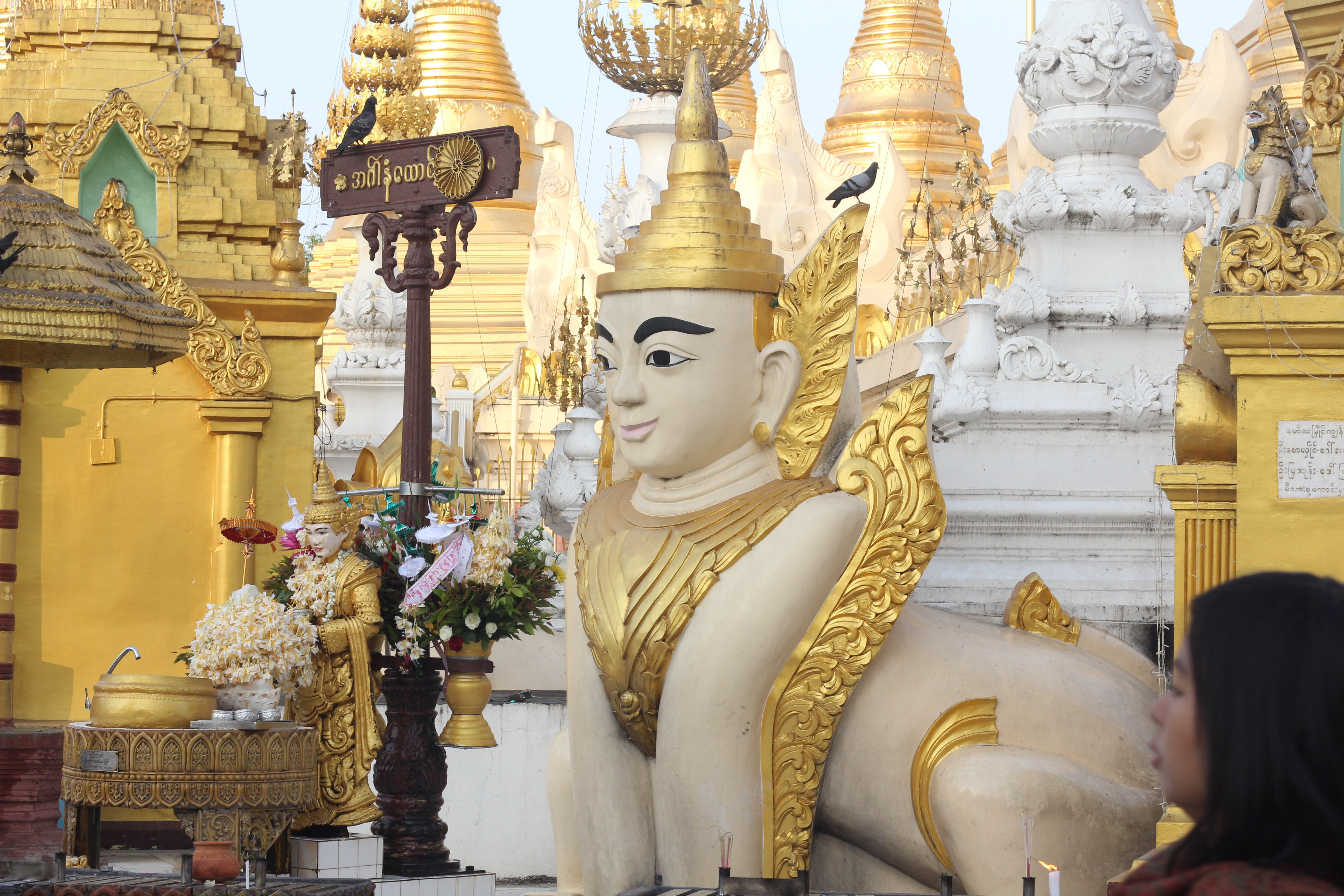
Mannusiha, variación birmana del chinthe con raíces en la leyenda.